# Puerto Salvador Allende
El Puerto Salvador Allende es un complejo turístico ubicado en el malecón de Managua, a orillas del lago Xolotlán, en el centro histórico de la capital nicaragüense. Inaugurado el 26 de junio de 2008, el puerto ha sido desarrollado en cuatro etapas y se ha consolidado como uno de los principales destinos recreativos del país, atrayendo tanto a visitantes nacionales como internacionales. Este proyecto fue impulsado por la Empresa Portuaria Nacional con el objetivo de revitalizar la zona costera de Managua y ofrecer un espacio de esparcimiento para las familias.

## Historia y desarrollo
El proyecto del Puerto Salvador Allende fue impulsado por la Empresa Portuaria Nacional con el objetivo de revitalizar la zona costera de Managua y ofrecer un espacio de esparcimiento para las familias. Desde su inauguración, el puerto ha experimentado un crecimiento significativo, expandiéndose en cuatro etapas que incluyen diversas atracciones y servicios. Actualmente, el complejo abarca 29 manzanas y continúa en expansión, con planes para incorporar un hotel y una piscina en el futuro.

## Instalaciones y atracciones
El Puerto Salvador Allende ofrece una amplia gama de instalaciones y actividades para todas las edades:
- Gastronomía: Cuenta con 24 restaurantes y 42 quioscos de comida rápida que ofrecen una variedad de platillos nacionales e internacionales, incluyendo opciones de Perú, España, México, Argentina, China y Nicaragua.[3]

- Entretenimiento: El complejo dispone de una pista de Go Karts, considerada la más grande de Centroamérica, juegos mecánicos, entretenimiento en 5D, tren para niños, The Jumper, rappel, pista de patinaje "Todo rueda" y la isla Aventura.[3]

- Actividades recreativas: Se realizan actividades recreativas los fines de semana, incluyendo espectáculos culturales en la plaza de Colores y recorridos en embarcaciones hacia la Isla del Amor.[3]

- Servicios complementarios: El puerto ofrece seguridad las 24 horas, parqueo, cajeros automáticos y siete módulos de artesanía nacional.[3]

## Etapas de desarrollo
El desarrollo del Puerto Salvador Allende se ha llevado a cabo en cuatro etapas:
- Primera etapa: Incluye módulos de artesanía y embarcaciones que ofrecen recorridos hacia la Isla del Amor.[3]

- Segunda etapa: Se encuentra la plaza de Colores y el parque "Coro de Ángeles", donde se realizan actividades recreativas para niños.[3]

- Tercera etapa: Destinada principalmente a adolescentes, cuenta con la pista de Go Karts y el obelisco a Salvador Allende.[3]

- Cuarta etapa: Incluye el monumento a la Paz y un espigón donde las familias disfrutan de la gastronomía y el ambiente nocturno.[3]

## Horarios y precios
El Puerto Salvador Allende está abierto de lunes a domingo, desde las 8:00 a.m. hasta las 11:00 p.m. Los recorridos en embarcaciones se realizan los sábados y domingos en tres horarios: 3:00 p.m., 5:00 p.m. y 7:00 p.m. La pista de Go Karts está disponible de martes a domingo entre las 2:00 p.m. y 10:00 p.m. La entrada al puerto tiene un costo simbólico de 5 córdobas, destinado a contribuir con la seguridad del lugar.

## Impacto económico y social
El Puerto Salvador Allende ha generado un impacto positivo en la economía local, creando oportunidades de empleo en diversas áreas, como seguridad, gastronomía, artesanía y entretenimiento. Además, ha contribuido a la revitalización del centro histórico de Managua y al fortalecimiento del turismo en la capital.